# 沃諾日河
46°30′26″N 6°32′22″E / 46.50735°N 6.53947°E

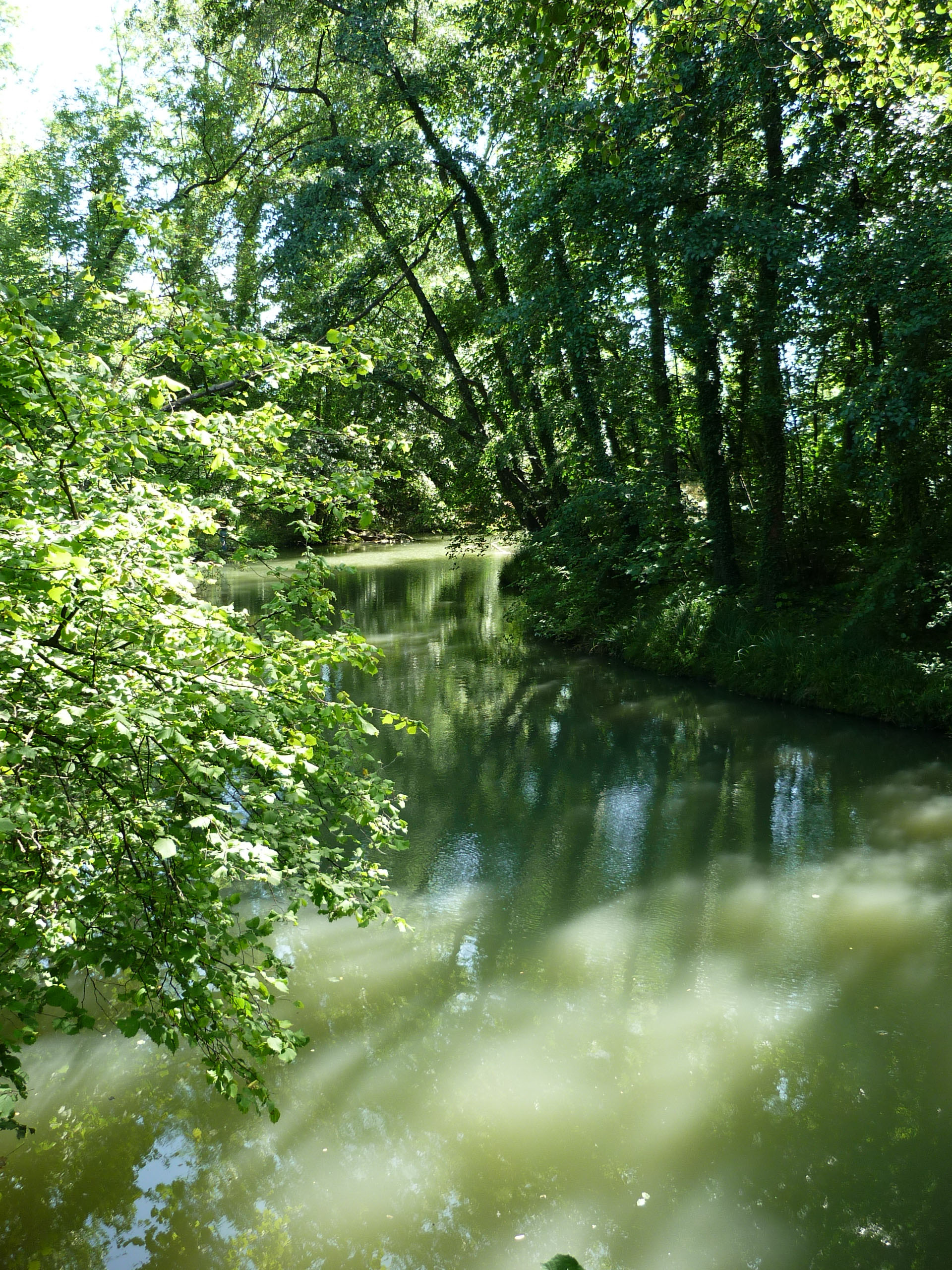

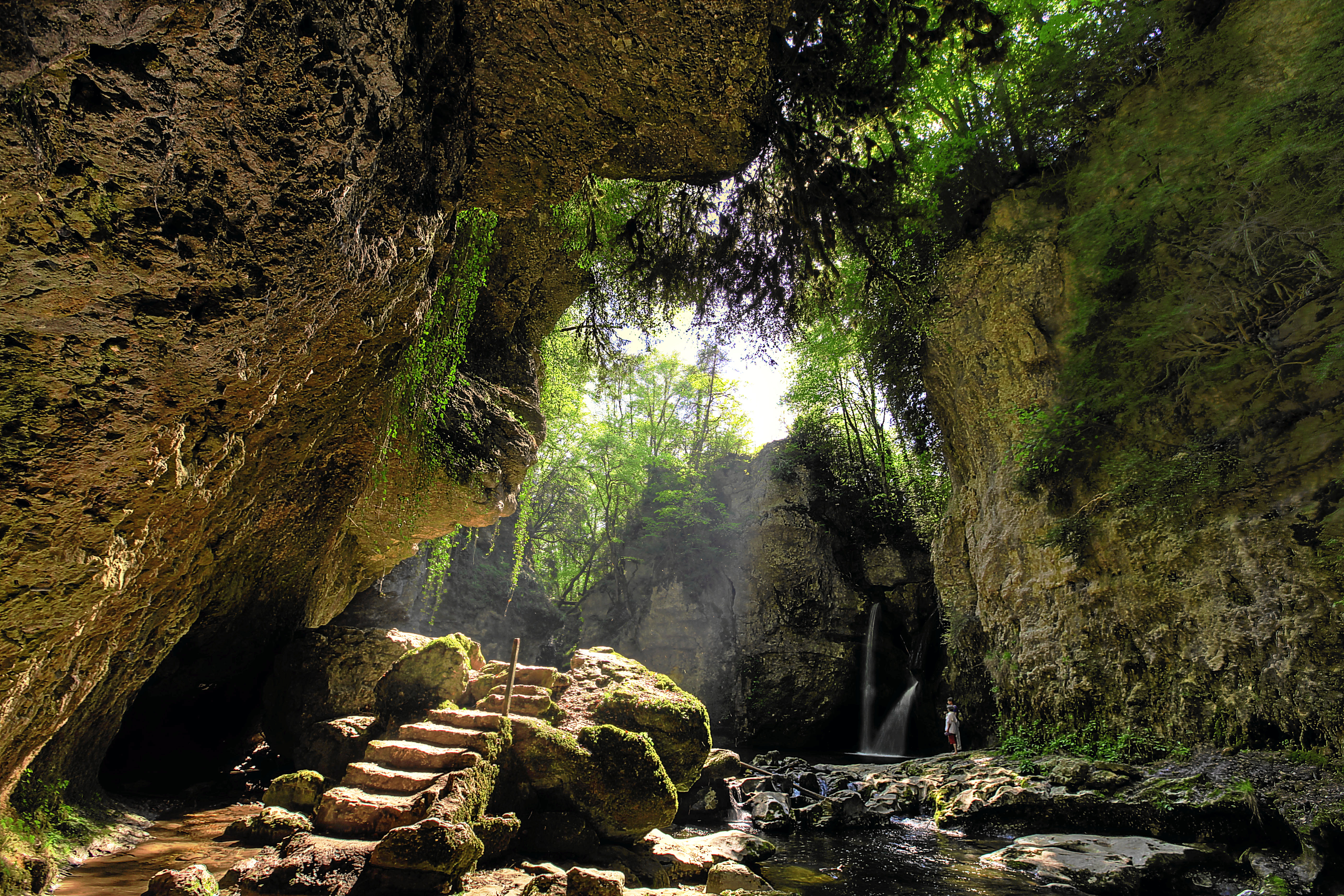

沃諾日河（法語：Venoge，法語發音：[vənɔʒ]）是瑞士的河流，位於該國西部，流經沃州，屬於罗讷河的支流，河道全長38公里，流域面積232平方公里，發源自利勒，最終注入萊芒湖。